# Batalha de Konotop (2022)
A Batalha de Konotop foi um confronto militar que ocorreu em torno da cidade de Konotop, na Ucrânia, entre as forças militares da Rússia e da Ucrânia.

## Batalha
Às 3:35 (UTC+2) de 24 de fevereiro, as forças russas avançando do nordeste cercaram a cidade de Konotop e a sitiaram. As forças ucranianas defenderam suas posições do ataque. Equipamentos russos foram queimados na cidade na manhã de 25 de fevereiro. O Exército ucraniano disse que as forças russas que sitiavam a cidade estavam mal abastecidas.
De acordo com o exército ucraniano, as forças do governo perderam o controle da cidade em 25 de fevereiro.
Em 3 de abril, os russos evacuaram Konotop, permitindo aos ucranianos reocuparem a região.